# Rod (mitologija)
Rod je slovanski bog, ki je omenjen v tekstih v stari cerkveni slovanščini uperjenih proti staroverju. Ruski raziskovalec Boris Rybakov meni, da je Rod skupni slovanski bog, ki je ustvaril življenje in obstoj sam. 

## Mitologija
Etimološko enaki besedni koren ima ženski mitološko bitje rojenica, ki prihaja iz besede "rod, roj", ki pa je poznana včasih tudi pod imenom sojenica, ki prihaja iz besede "soditi". Sodi namreč otroku usodo. 